# Calista Flockhart
Calista Flockhart (n. 11 noiembrie 1964, Freeport⁠(d), Illinois, SUA) este o actriță americană recunoscută pentru munca sa în televiziune. Debutează într-un serial TV în rețeaua Fox, Ally McBeal (1997–2002) pentru care a câștigat Globul de Aur.